# Лілі Дейл (Нью-Йорк)
Лілі Дейл (англ. Lily Dale) — селище, пов'язане зі спіритуалістичним рухом, розташоване в місті Помфрет на східній стороні озера Кассадага, поряд з селом Кассадага, штат Нью-Йорк.
Населення Лілі Дейл налічує 275 людей. Щороку селище відвідує від 20 000 до 30 000 відвідувачів. Хтось із них хоче вийти на зв'язок із померлим, хтось просто помилуватися гарною природою та поспілкуватися з місцевими. Відкрите це місце цілий рік, але готелі в самому селищі закриваються вже у вересні, хоча можна переночувати і в мотелі неподалік. В останні роки серед запрошених лекторів були екстрасенс Ліза Вільямс, актриса Ді Уоллес, тибетські ченці, письменник і телеведучий Джеймс Ван Прааг, письменник Вейн Дайер і лікар Діпак Чопра.
Своєю появою Лілі Дейл зобов'язана двом сестрам зі штату Нью-Йорк (Вейн, Гідесвілл) — Маргарет та Кейт Фокс. У 1848 році ці молоді жінки виявили в собі здатність спілкуватися з духами, які жили в їхньому сімейному будинку. У 1879 році сестри Фокс разом із прихильниками цього руху вирішили організувати власне поселення. Вони купили 20 акрів землі і дали цьому місцю довгу назву "Поселення вільнодумців озера Кассадага", трохи пізніше в 1903 місце стали називати ще і "Місто вогнів". У 1906 році назва Лілі Дейл була офіційно закріплена.
Селище Лілі Дейл було показано в документальному фільмі HBO «Ніхто не вмирає в Лілі Дейл».

## Географія та особливості
Лілі Дейл знаходиться на східній стороні озера Верхня Кассадага, одного з чотирьох озер, що входять до системи озер Кассадага, на висоті приблизно 1325 футів. Його координати: 42°21'06" північної широти, 79°19'27" західної довготи. (42,351725, - 79,324211).
Леолін Вудс – це 10-акрова лісова ділянка на території громади Лілі Дейл. На цій ділянці ростуть одні з найстаріших і найбільших дерев у регіоні, зокрема східна біла сосна заввишки 135 футів. Також тут росте північний червоний дуб, східний болиголов, клен червоний, клен цукровий та чорна вишня. За оцінками, вік деяких дерев коливається від 200 до 400 років.

## Спіритизм та спільнота Лілі Дейл
Лілі Дейл стала найбільшим центром спіритичного руху, коли інші подібні організації занепали. Інші спільноти, такі як табір спіритуалістів Саутерн Кассадага (Флорида) та Кемп Честерфілд (Індіана), були засновані на аналогічних принципах і досі є активними організаціями. 
Раніше місцеві практикували запалення свічок навколо своїх будинків. Але 21 вересня 1955 року через порив вітру згоріло так багато старовинних та унікальних будинків, у тому числі будинок сестер Фокс, що було вирішено припинити запалювати свічки на вулиці. Тепер для цього є спеціальна Вогняна зала і саме там відбуваються всі ритуали, для яких треба запалювати свічки.
У Лілі Дейл знаходиться штаб-квартира Національної спіритуалістичної асоціації церков (NSAC) — одна з найстаріших та найбільших Національних спіритуалістичних церковних організацій у Сполучених Штатах.

## Асамблея спіритуалістів Лілі Дейл
Асамблея спіритуалістів Лілі Дейл цілий рік проводить збори та семінари на такі теми, як медіумизм, спіритуалістичні дослідження та паранормальні явища. Відомі доповідачі, такі як Діпак Чопра, Вейн Дайер та телеведучий Джон Едвард, часто виступали в Лілі Дейл.
У Лілі Дейл розміщується найбільша приватна бібліотека, що спеціалізується на спіритуалістичних матеріалах та екстрасенсорних дослідженнях. Лілі Дейл містить 160 приватних резиденцій, два готелі, гостьові будинки, книжкові магазини, дві закусочні та кафе. У безкоштовних буклетах можна знайти інформацію про місце та час проведення релігійних служб, семінарів, зустрічей. У селищі є наметовий табір, майданчики для пікніків і пляж на березі озера.

## У популярній культурі
Письменниця, автор детективних романів і художньої літератури Венді Корсі Стауб описує Лілі Дейл у своїх творах.
Місце під назвою «Лілі Дейл» стало місцем дії в одній із серій сьомого сезону телесеріалу «Надприродне».
«Lilydale» — четверта пісня рок-гурту 10,000 Maniacs з першого альбому «The Wishing Chair» (1985). Пісню написали вокалістка Наталі Мерчант і гітарист Роб Бак. Гурт базувався в Джеймстауні, штат Нью-Йорк, який знаходиться в 30 хвилинах їзди на південь від Лілі Дейл.